# Discovery Atlas
Discovery Atlas è una serie televisiva, di carattere documentaristico e geografico, andata in onda su Discovery Channel e Focus dal 2006 al 2008. In Italia è nota anche come Atlante terrestre.
La serie tratta gli aspetti culturali, sociologici e naturali di diverse nazioni del mondo, esplorando la vita e il lavoro di persone diverse, le loro tradizioni e l'ambiente geografico in cui vivono. Ogni episodio racconta una nazione diversa, mettendo in luce anche le caratteristiche delle varie aree del paese, analizzandone in parte la storia e gli aspetti più particolari della cultura.

## Produzione
Al lancio della serie venne annunciata l'intenzione da parte della produzione di trasmettere il documentario per circa 5 anni, con un totale di 20 episodi e quindi 20 diverse nazioni, con la possibilità di aumentarne il numero.
Più tardi altre fonti sostennero che l'intenzione iniziale era quella di produrre addirittura 30 episodi.
Nel 2008 la produzione non ha né confermato, né smentito il rinnovo della serie. Nonostante ciò da quell'anno non è stato più prodotto alcun episodio.

## Puntate
| Stagione | Titolo                | Nazione interessata | Prima TV originale | Prima TV Italia |
| -------- | --------------------- | ------------------- | ------------------ | --------------- |
| 1        | China Revealed        | Cina                | 1º ottobre 2006    |                 |
| 1        | Italy Revealed        | Italia              | 8 ottobre 2006     |                 |
| 1        | Brazil Revealed       | Brasile             | 15 ottobre 2006    |                 |
| 1        | Australia Revealed    | Australia           | 22 ottobre 2006    |                 |
| 2        | Mexico Revealed       | Messico             | 4 novembre 2007    |                 |
| 2        | South Africa Revealed | Sudafrica           | 11 novembre 2007   |                 |
| 2        | India Revealed        | India               | 18 novembre 2007   |                 |
| 3        | France Revealed       | Francia             | 8 maggio 2008      |                 |
| 3        | Japan Revealed        | Giappone            | 8 maggio 2008      |                 |
| 3        | Egypt Revealed        | Egitto              | 23 novembre 2008   |                 |
| 3        | Russia Revealed       | Russia              | 30 novembre 2008   |                 |